# Johann Gmachl

Johann Gmachl, Salzburger Chronik (Sonntagsbeilage) vom 25. Mai 1919

Johann Gmachl (* 13. Dezember 1856 in Mattsee; † 11. April 1919 in Elixhausen) war Gutsbesitzer und Abgeordneter zum Österreichischen Abgeordnetenhaus.

## Leben
Johann Gmachl war unehelicher Sohn der Maria Anzinger. Sein Vater war der Gast- und Landwirt und Mitglied des Salzburger Landtags Michael Gmachl (1830–1889). Erst im Jahr 1886 wurde er legitimiert. Er war ab 1885 Gast- und Landwirt und Fleischhauer in Elixhausen. Er starb am 11. April 1919 im Alter von 62 Jahren an einer Herzmuskelentzündung (Myocarditis chronica).
Ab 1894 war er Mitglied des Zentralausschusses und von 1903/1906 bis 1909 Vizepräsident der k. k. Landwirtschaftsgesellschaft für Salzburg. Bis 1919 war er auch Mitglied des Ausschusses des Vereins für Recht und Wohlfahrt des Bauernstandes (Salzburger Bauernbund). Er war Mitgründer und von 1899 bis 1919 Obmann der Spar- und Darlehenskasse (Raiffeisenkasse) Elixhausen. Außerdem war er Ehrenbürger von Elixhausen.
Johann Gmachl war von 1890 bis 1905 Mitglied im Salzburger Landtag (7., 8. und 9. Wahlperiode), Wahlklasse Großgrundbesitz und von 1918 bis 1919 Mitglied der Deutschfreiheitlichen (DFP) in der Provisorischen Salzburger Landesversammlung. Von 1889 bis 1897 und von 1900 bis 1909 war er auch Gemeinderat von Elixhausen.
Er war römisch-katholisch und ab 1885 verheiratet mit Franziska Fruhstorfer, mit der er drei Töchter und vier Söhne hatte, wobei ein Sohn jung verstorben ist.

## Politische Funktionen
Johann Gmachl war vom 31. Januar 1901 bis zum 30. Januar 1907 Abgeordneter des Abgeordnetenhauses im Reichsrat (X. Legislaturperiode) und war dort für die Kurie Großgrundbesitz zuständig.

## Klubmitgliedschaften
Johann Gmachl war ab 1901 Mitglied in der Deutschen Bauernpartei. Ab dem 28. März 1906 war er bei der Deutschen Agrarpartei.